# Volodymyr Fedoriv
Volodymyr Mykolajovyč Fedoriv (in ucraino Володимир Миколайович Федорів?; Mežyreč'e, 29 luglio 1985) è un ex calciatore ucraino, di ruolo difensore.

## Carriera

### Club
Ha giocato nella prima divisione ucraina.

### Nazionale
Nel 2005 ha giocato una partita nella nazionale ucraina Under-21.

## Palmarès

### Club

#### Competizioni nazionali
- Perša Liha: 1

Sevastopol': 2012-2013